# Franco camboyano
El franco fue la moneda del Reino de Camboya entre 1875 y 1885. Circulaba con paridad junto con el franco francés y de manera similar se ha subdividido en 100 céntimos. Se distribuyó junto con la piastra (igual al peso mexicano) de esta manera 1 piastra = 5,37 francos. Reemplazó al tical y fue reemplazado luego de diez años de circulación por la piastra de Indochina Francesa. No se emitió papel moneda.

## Monedas
Las monedas fueron emitidas en denominaciones de 5, 10, 25 y 50 céntimos, 1, 2 y 4 francos y 1 piastra. Las piezas de 5 y 10 céntimos fueron acuñadas en bronce, mientras que las monedas restantes fueron producidas en plata. Todas las monedas son fechadas 1860, pero fueron acuñadas (sobre todo en Bélgica) en 1875. Todos ellas llevan el retrato del rey Norodom.